# Вербівка (Сарненський район)
Вербі́вка (до 1963 року — Річиця) — село в Україні, у Сарненському районі Рівненської області. Село у складі Висоцької сільської громади. Населення становить 456 осіб (2011).

## Назва
До 1963 року називалося Річиця. Іноді називалася Річицею-Василівкою.[джерело?] Польською мовою згадується як Rzeczyca, російською — як Рѣчица.

## Географія
Село розташоване в 9 кілометрах від Висоцька.[джерело?]
За декілька кілометрів від села Вербівка розташоване родовище, де проводиться видобуток торфу. Роботи з видобування веде фірма «РЕКОРД».[джерело?]
Біля села розташовані два озера: Велике Почаївське і Мале Почаївське, а також гідрологічні заказники: «Озеро Велике Почаївське» та Золотинський заказник.[джерело?]
Селом протікає річка Безіменна.[джерело?]
Згідно з дослідженням 2017 року, за яким оцінювалися масштаби антропогенної трансформації території Дубровицького району внаслідок несанкціонованого видобутку бурштину, екологічна ситуація села характеризувалася як «задовільна».

### Клімат
Клімат у селі вологий континентальний («Dfb» за класифікацією кліматів Кеппена). Опадів 607 мм на рік. Найменша кількість опадів спостерігається в березні й сягає у середньому 28 мм. Найбільша кількість опадів випадає в червні — близько 88 мм. Різниця в опадах між сухими та вологими місяцями становить 60 мм. Пересічна температура січня — -5,6 °C, липня — 18,5 °C. Річна амплітуда температур становить 24,1 °C.
| Клімат Вербівки                   | Клімат Вербівки | Клімат Вербівки | Клімат Вербівки | Клімат Вербівки | Клімат Вербівки | Клімат Вербівки | Клімат Вербівки | Клімат Вербівки | Клімат Вербівки | Клімат Вербівки | Клімат Вербівки | Клімат Вербівки | Клімат Вербівки |
| Показник                          | Січ.            | Лют.            | Бер.            | Квіт.           | Трав.           | Черв.           | Лип.            | Серп.           | Вер.            | Жовт.           | Лист.           | Груд.           | Рік             |
| Середній максимум, °C             | −2,6            | −1,3            | 3,4             | 12,3            | 19,2            | 22,8            | 23,8            | 23,1            | 18,2            | 11,8            | 4,7             | −0,1            | 11,3            |
| Середня температура, °C           | −5,6            | −4,5            | −0,3            | 7,4             | 13,6            | 17,4            | 18,5            | 17,6            | 13,2            | 7,8             | 2,2             | −2,6            | 7,1             |
| Середній мінімум, °C              | −8,6            | −7,7            | −3,9            | 2,6             | 8,1             | 12,0            | 13,2            | 12,2            | 8,3             | 3,8             | −0,2            | −5,1            | 2,9             |
| Норма опадів, мм                  | 36              | 29              | 28              | 41              | 56              | 88              | 81              | 64              | 57              | 45              | 41              | 41              | 607             |
| --------------------------------- | --------------- | --------------- | --------------- | --------------- | --------------- | --------------- | --------------- | --------------- | --------------- | --------------- | --------------- | --------------- | --------------- |
| Джерело: Climate-Data.org (англ.) |                 |                 |                 |                 |                 |                 |                 |                 |                 |                 |                 |                 |                 |

## Історія
Корінні жителі належать до давньоруських православних дворян, і приписані нині до дворян, міщан, і селян. Так пише про Річицю М. І. Теодорович в Історико-статистичному описі церков і приходів Волинської єпархії в 1889 році. В письмових джерелах село вперше згадується у 1646 році, а саме 1 лютого 1646 року у Висоцькому замку по смерті останнього з князів Соломерецьких по чоловічій лінії та його матері Регіни Гощанської Соломерецької відбувся поділ спадкових добр між чотирма сестрами. І так Анні Євграції з князів Соломерецьких, яка була замужем за Генріхом Кашовським дісталися: місто і замок Висоцьк і село цієї назви, село Річиця.[джерело?]
Селянам — кріпакам тоді жилося дуже важко через панське гноблення. Так 31 грудня 1649 року війт села Річиця Якуб Мілашевич разом з війтами та міщанами міста Висоцька і підданими сіл Удрицьк, маєтку Тумень … подавали скаргу копному суду Пінська на орендарів Висоцької волості Романа і Степана Стрілецьких за непомірні побори, викупи грошові, грабунки худоби, коней, речей, товарів, заборону продажу товарів іншим купцям, за нелюдські побої, ув'язнення у Висоцькому замку і навіть убивства підданих.[джерело?]
У 1877 році жителі села брали участь у будівництві сучасної православної Свято-Успенської церкви у Висоцьку з двома вівтарями. До речі другий був названий в честь Архистратига Божого Архангела Михаїла покровителя села Річиця. Саме для жителів села Річиці, один раз в році, у день його пам'яті Архистратига Михаїла, 21 листопада, звершувалася Божественна Літургія біля цього вівтаря.[джерело?]
28 травня 1910 року в селі відбувся селянський бунт. Селяни — чиншовики стали на захист своєї землі через не вірне розмежування земель, на яку претендував місцевий поміщик Ісаков. У придушенні його брало участь біля 150 чоловік поліції та була застосована вогнепальна зброя. Під час бунту було вбито землеміра Макаревського та поранено одного стражника, вбито одного селянина та біля 20 поранено, а 61 чоловіка заарештовано та притягнуто до судової відповідальності.[джерело?]
У Першій світовій війні брали участь: Карпінський Петро, поранений 28.08.1914 року; Карпінський Степан Петрович, поранений 11.01.1915 року; Карпінський Павло, поранений 23.10.1914 року; Козубовський Ілля Лук'янович, потрапив в полон 01.11.1915 року; Козубовський Лук'ян Андрійович, поранений 09.06.1915 року та інші.[джерело?]
До 1917 року село входило до складу Російської імперії. У 1906 році село входило до складу Висоцької волості Рівненського повіту Волинської губернії Російської імперії. У 1918—1920 роки нетривалий час перебувало в складі Української Народної Республіки.
У 1921—1939 роки входило до складу Польщі. У 1921 році село входило до складу гміни Висоцьк Сарненського повіту Поліського воєводства Польської Республіки. 1 січня 1923 року розпорядженням Ради Міністрів Польщі Висоцька гміна вилучена із Сарненського повіту і включена до Столінського повіту. У 1935 році село Річиця разом з хутором Персквір належало до громади Річиця гміни Висоцьк Поліського воєводства.
У 1935 році селі, на кошти селян, була побудована початкова школа на 4 класні кімнати. У двох класах вчилися діти, а дві — займали вчителі. Навчання там велося лише польською мовою. У 1934 року в селі діє Річицький підпільний підрайком КСМЗБ, якому підпорядковувалося п'ять осередків в навколишніх селах. 11 листопада 1935 року молодь села Річиця відмовилася співати польський держваний гімн.[джерело?]
У роки Другої світової війни деякі мешканці села долучилися до національно-визвольної боротьби в лавах УПА та ОУН, у селі діяло українське націоналістичне підпілля. У жовтні 1943 року місцевою провідницею була жінка з псевдо «Ганна», шефом Червоного Хреста — «Одарка», господарчою — «Белва». Літом 1943 року німці з поляками напали на хутір поблизу села і вбили декількох мирних жителів. Загалом встановлено 85 жителів села, які брали участь у визвольних змаганнях, з них 29 загинуло, 44 було репресовано.
У 1947 році село Річиця разом з хуторами Деревок та Костер підпорядковувалося Річицькій сільській раді Висоцького району Ровенської області УРСР.
Відповідно до прийнятої в грудні 1989 року постанови Ради Міністрів УРСР село занесене до переліку населених пунктів, які зазнали радіоактивного забруднення внаслідок аварії на Чорнобильській АЕС, жителям виплачувалася грошова допомога. Згідно з постановою Кабінету Міністрів Української РСР, ухваленою в липні 1991 року, село належало до зони гарантованого добровільного відселення. На кінець 1993 року забруднення ґрунтів становило 2,97 Кі/км² (137Cs + 134Cs), молока — 7,94 мКі/л (137Cs + 134Cs), картоплі — 3,56 мКі/кг (137Cs + 134Cs), сумарна доза опромінення — 316 мбер, з якої: зовнішнього — 39 мбер, загальна від радіонуклідів — 277 мбер (з них Cs — 266 мбер).

## Символіка

### Герб
Металевий щит срібного кольору в золотому картуші, прикрашеному житнім колоссям та короною з таких же колосків. Знизу його обвиває золота стрічка під назвою села (літери чорного кольору).
Зелене поле герба перетнуте двома синіми смугами — вузькою та широкою. На нижній межі широкої смуги прямо розташоване стилізоване зображення Берегині у вишиванці з піднятими вгору руками, яка тримає двома руками над головою вербову гілку. На тлі нижньої половини фігури — дуб із жолудями та корінням.
Символи, поміщені на герб, безпосередньо стосуються регіональних особливостей села. Зелене поле — ліс. Дві сині смуги — Мале та Велике Почаївські озера. Ці кольори символізують невичерпні надії на згоду, мир, спокій та вірність, людську праведність, довіру та нескінченність. Берег Великого Почаївського озера зображений у формі співзвучного слова «БЕРЕГИНЯ». Вона є уособленням добра та захисту людини. У її руках — символ сімейного вогнища — верба, що ототожнюється із селом Вербівка. Дуб означає силу, мужність, витривалість, довголіття, родючість, шляхетність, вірність".

### Прапор
Прямокутне полотнище прапора складається з п'яти горизонтальних смуг: верхня — синього кольору, нижня — чорного кольору та двох жовтих, розділених зеленою смугою. Співвідношення ширини до довжини 2:3.
Кольори означають: синій — великодушність, вірність, чесність, велич та красу і просто небо; зелений — свободу, надію, радість та ліси й луки; жовтий — повага, знатність, силу, віру, справедливість, смирення та просто піски; чорний — обережність, мудрість, витривалість, зневіра та жалоба.

## Населення
Станом на 1859 рік, у власницькому селі Річиця налічувалося 57 дворів та 101 житель (64 чоловіків і 37 жінок), з них 97 православних і 4 євреїв. Станом на 1906 рік у селі було 38 дворів та мешкало 306 осіб.
За переписом населення Польщі 10 вересня 1921 року в селі налічувалося 151 будинків та 822 мешканці, з них: 400 чоловіків та 422 жінки; 784 православні та 38 юдеїв; 784 українці та 38 євреїв.
Згідно з переписом УРСР 1989 року чисельність наявного населення села становила 634 особи, з яких 302 чоловіки та 332 жінки. На кінець 1993 року в селі мешкали 564 жителі, з них 143 — дітей.
За переписом населення України 2001 року в селі мешкало 514 осіб. Станом на 1 січня 2011 року населення села становить 456 осіб.

### Мова
Розподіл населення за рідною мовою за даними перепису 2001 року:
| Мова       | Відсоток |
| ---------- | -------- |
| українська | 97,19 %  |
| російська  | 1,50 %   |
| білоруська | 0,94 %   |
| інші       | 0,37 %   |

### Вікова і статева структура
Структура жителів села за віком і статтю (станом на 2011 рік):
| Вік   | Чоловіків | Жінок | Разом |
| ----- | --------- | ----- | ----- |
| 0-17  | 67        | 58    | 125   |
| 18-39 | 25        | 50    | 75    |
| 40-59 | 27        | 48    | 75    |
| 60+   | 103       | 78    | 181   |
| Разом | 222       | 234   | 456   |

### Соціально-економічні показники
| Працездатне населення | Працездатне населення | Працездатне населення | Працездатне населення | Працездатне населення | Працездатне населення | Непрацездатне населення | Непрацездатне населення | Непрацездатне населення | Непрацездатне населення | Непрацездатне населення | Непрацездатне населення | Все населення |
| Чоловіки              | Чоловіки              | Жінки                 | Жінки                 | Разом                 | Разом                 | Чоловіки                | Чоловіки                | Жінки                   | Жінки                   | Разом                   | Разом                   | 456           |
| ос.                   | %                     | ос.                   | %                     | ос.                   | %                     | ос.                     | %                       | ос.                     | %                       | ос.                     | %                       | 456           |
| --------------------- | --------------------- | --------------------- | --------------------- | --------------------- | --------------------- | ----------------------- | ----------------------- | ----------------------- | ----------------------- | ----------------------- | ----------------------- | ------------- |
| 145                   | 28                    | 123                   | 24                    | 268                   | 52                    | 98                      | 19                      | 141                     | 28                      | 239                     | 47                      | 456           |

| Дорослі | Діти | Пенсіонери | Інваліди Німецько-радянської війни | Учасники бойових дій | Інваліди всіх груп і категорій | Люди, які обслуговуються служб. соц. допом. на дому | Неповні сім'ї | Діти з неповних сімей | Багатодітні сім'ї | Діти з багатодітних сімей | Діти-інваліди | Діти-сироти | Одинокі багатодітні матері |
| ------- | ---- | ---------- | ---------------------------------- | -------------------- | ------------------------------ | --------------------------------------------------- | ------------- | --------------------- | ----------------- | ------------------------- | ------------- | ----------- | -------------------------- |
| 388     | 125  | 173        | -                                  | -                    | 26                             | 1                                                   | 2             | 4                     | 12                | 44                        | -             | -           | 1                          |

## Політика

### Органи влади
Місцеві органи влади представлені Висоцькою сільською радою.

### Вибори
Село входить до виборчого округу № 155. У селі розташована виборча дільниця № 560262. Станом на 2011 рік кількість виборців становила 377 осіб.

## Культура
У селі працює Вербівський сільський клуб на 150 місць. Діє Вербівська публічно-шкільна бібліотека, книжковий фонд якої становить 9071 книга та яка має 4 місця для читання, 1 особу персоналу, кількість читачів — 500 осіб.

## Релігія
У першій половині XIX століття Річиця належала до греко-католицької парафії Успіння Богородиці в містечку Висоцьк Ровенського повіту, яка з 1840-х років діяла вже як православна.
Список конфесійних громад станом на 2011 рік:
| Релігійна громада Свято-Михайлівської парафії Сарненської єпархії УПЦ | УПЦ (МП) | 12 березня 1996 | 400 | Церква | [ 36 ] |
| — православні.                                                        |          |                 |     |        |        |

## Освіта
У селі діє Вербівська загальноосвітня школа І-ІІ ступенів. У 2011 році в ній навчалося 63 учні (із 120 розрахованих) та викладало 15 учителів.

## Інфраструктура
Наявне відділення поштового зв'язку.

#### Книги
- Літопис УПА / НАН України. Інститут української археографії та джерелознавства ім . М. С. Грушевського. — Київ-Торонто : Видавництво «Літопис УПА» та ін, 2007. — Т. 11: Мережа ОУН(б) і запілля УПА на території ВО «Заграва», «Турів», «Богун» (серпень 1942 — грудень 1943 рр.). — 849 с.
- Олександр Денищук. Злочини польських шовіністів на Волині. Книга перша. Рівненська область. — Рівне : ППДМ, 2003. — 352 с. — ISBN 966-96174-4-8.

#### Офіційні дані та нормативно-правові акти
- Паспорт Дубровицького району (станом на 1 січня 2011 року) (doc). Дубровицька районна рада. Архів оригіналу за 10 лютий 2015. Процитовано 16 жовтня 2019.

#### Мапи
- Історичний Атлас України / Гол. ред. Л. Винар; Упорядн.: І. Тесля, Е. Тютько. Українське історичне товариство. — Монреаль; Нью-Йорк; Мюнхен, 1980. — 182 с.

#### Інші
- Вербівка. Висоцька сільська рада.